# Guillemot de Brünnich
Uria lomvia
Espèce
Statut de conservation UICN

 LC  : Préoccupation mineure

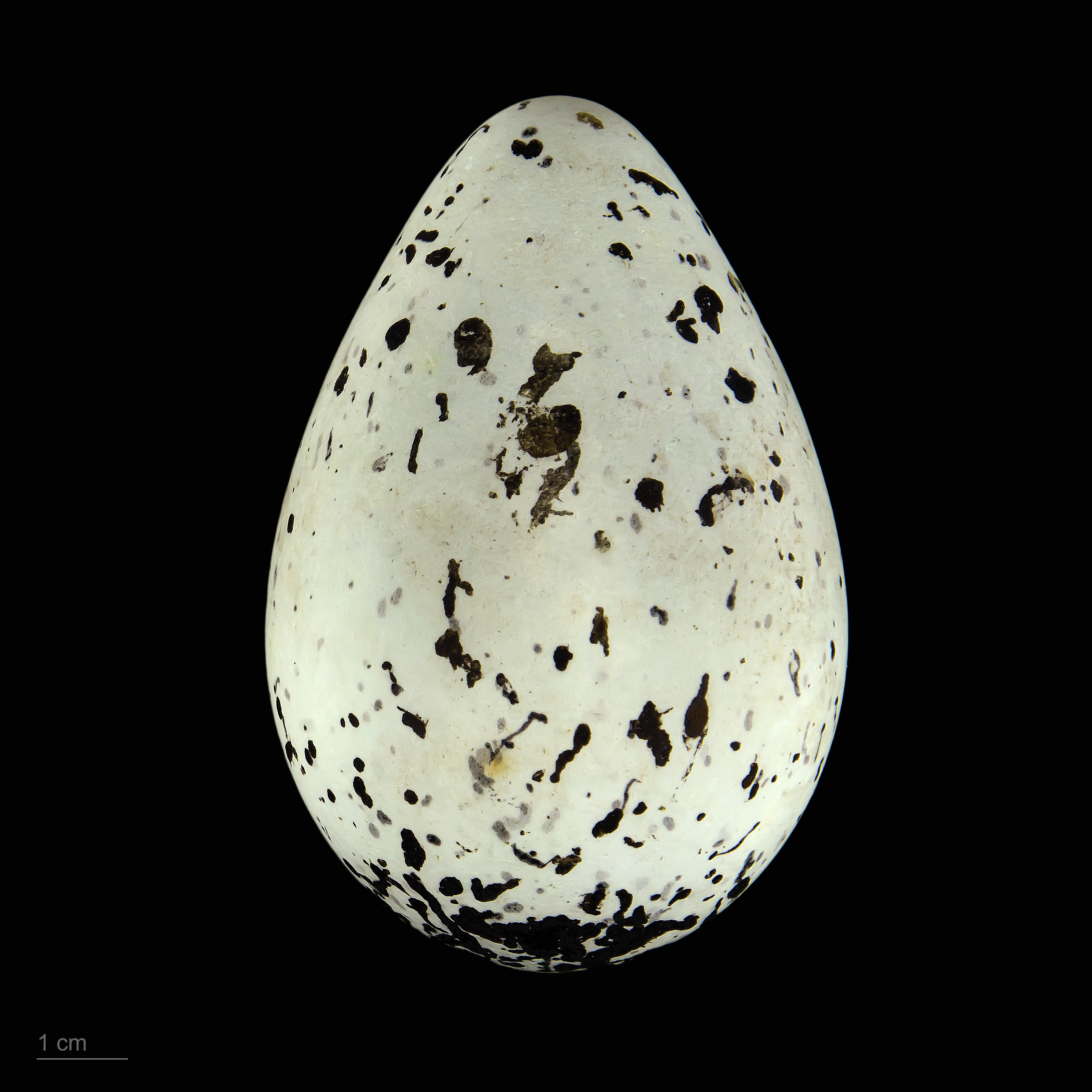
Œufs de Uria lomvia - Muséum de Toulouse

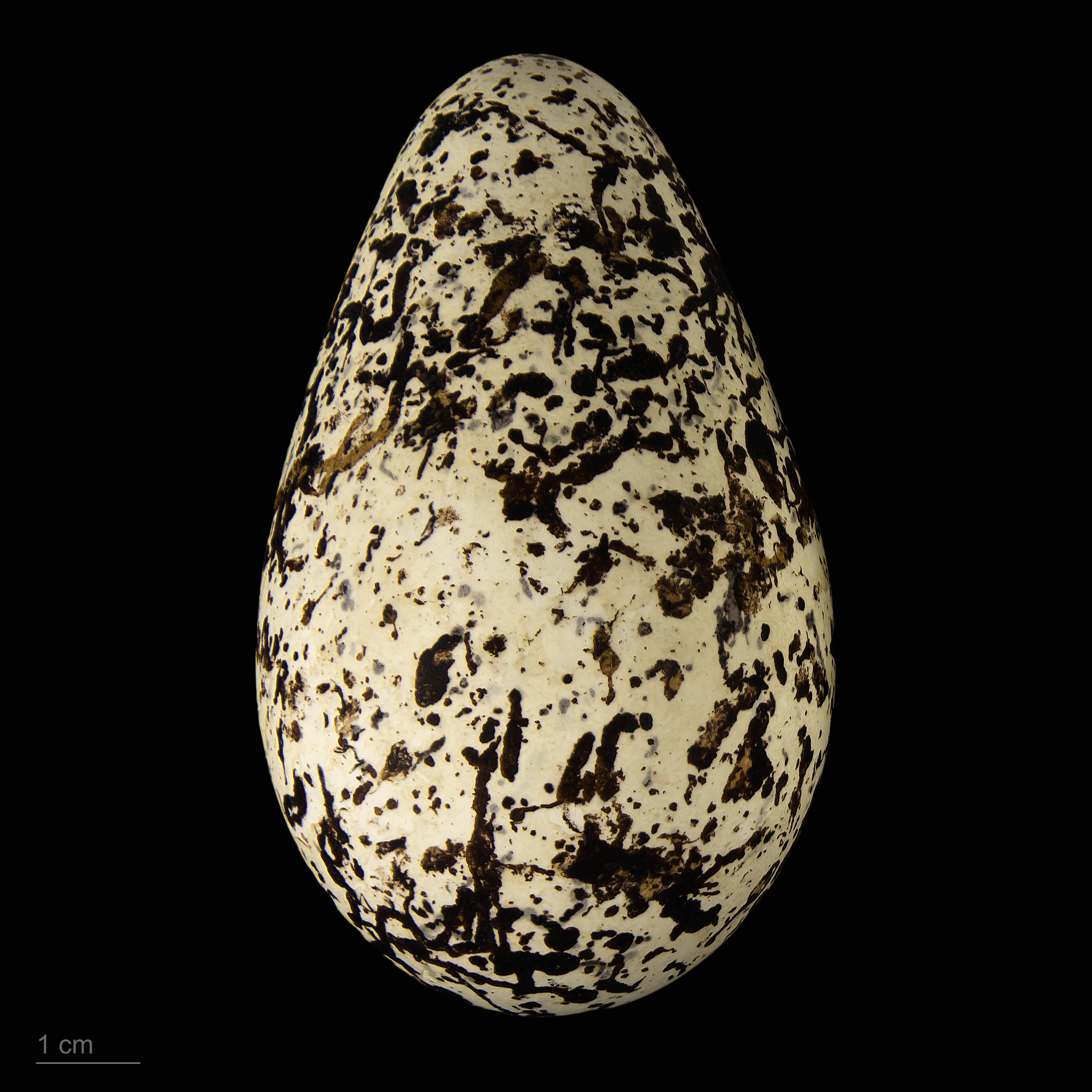
Œuf de Uria lomvia lomvia - Muséum de Toulouse

Le Guillemot de Brünnich (Uria lomvia), autrefois appelé Marmette de Brünnich, est une espèce d'oiseaux de mer de la famille des alcidés. Ces oiseaux nichent sur les côtes et les îles du haut Arctique européen, américain et asiatique. C'est l'un des oiseaux les plus courants de cette région.

## Description

### Morphologie
Ces oiseaux mesurent 40 à 44 cm de long pour une envergure de 64 à 75 cm. Ils pèsent en général entre 1 et 1,5 kg. Les adultes sont noirs sur la tête, la nuque, l'arrière et le derrière et blancs sur le devant. Le bec est long et pointu. Le bas de la tête devient blanc en hiver.
Les juvéniles ne sont pas capables de voler avant un mois et demi, les adultes ne peuvent voler durant leur mue.

### Comportement
Ils nichent en grande colonie sur les falaises à partir de la mi-mai et pondent leur unique œuf directement sur le rebord d'une falaise à partir de la mi-juin. L'éclosion se produit un mois plus tard et les poussins sont nourris au nid jusqu'à ce qu'ils prennent leur envol, de la mi-août à la fin août. Tous les poussins ont quitté la colonie au début de septembre. En hiver, ils migrent vers les parties nord de l'Atlantique et du Pacifique pour arriver dans des eaux non prises par les glaces. Les femelles migrent habituellement les premières, suivies des mâles et des poussins quelques jours plus tard. Les mâles nourrissent les petits. Ils voyagent en nageant étant incapable de voler, adultes et juvéniles, durant cette période de leur vie pour des raisons différentes.

### Alimentation
La principale source de nourriture de la marmette de Brünnich est la morue polaire, mais elle mange aussi d'autres poissons et des crustacés pélagiques (en particulier des mysidacés et des amphipodes). Après la débâcle de l'avant-côte, les marmettes de Brünnich peuvent voyager pendant 2 heures pour se nourrir parmi les plaques de glace dans les eaux libres.

## Chorologie

### Répartition
On estime la population du Canada à 3,5 millions d'oiseaux et la majorité reproductrice se concentre en 9 colonies installées dans l'Arctique canadien de l'Est. On en trouve aussi en plus petits nombres sur les côtes du Labrador et de Terre-Neuve et au cap Parry, la seule colonie établie dans l'Arctique de l'Ouest.
Environ 11 % (160 000 couples) de la population canadienne de marmette de Brünnich nichent à la pointe Cambridge à l'extrémité sud de l'île Coburg. Des recensements récents (1993) aux lieux d'étude de la marmette laissent penser que cette espèce a maintenu des populations reproductrices stables depuis que l'on a commencé les recensements, il y a près de 15 ans.

### Menaces
En Amérique du Nord, ils sont menacés par les humains qui chassent des oiseaux adultes, les pêchent par inadvertance, récoltent de leurs œufs et sont responsables de la pollution pétrolière. Les principaux prédateurs des poussins et des œufs sont les goélands bourgmestres. La plus grosse mortalité chez les poussins a lieu lors du premier saut : un petit nombre de poussins heurtent alors la paroi rocheuse des falaises lors de leurs descentes, alors que d'autres ne parviennent pas à retrouver leurs parents sur l'eau.
L'association étroite de l'espèce avec la mer, notamment pour se nourrir et pendant sa migration à la nage, les rend très vulnérables face aux pollutions marines humaines (marées noires, dégazages, etc.). Tout projet pétrolier sur leur parcours menace l'habitat des guillemots de Brünnich.
Comme de nombreux animaux marins et d'autres oiseaux tels les fulmars ou albatros, ils sont également de plus en plus exposés au risque d'ingestion de microplastiques ou de microbilles de plastique, risque avéré et scientifiquement démontré dans la zone arctique du Canada ; lors d'une étude publiée (en 2010), sur 186 guillemots de Brünnich prélevés dans cinq colonies de l'est de l'Arctique canadien un ou plusieurs débris de plastique ingéré ont été trouvés dans leur tractus gastro-intestinal de 11 % des oiseaux . C'était la première preuve que ce phénomène touchait aussi la zone arctique et la plus forte incidence d'ingestion de plastique constatée à ce jour pour cette espèce.

## Systématique
Leur nom vernaculaire est un hommage au zoologue danois Morten Thrane Brünnich.

## Taxinomie
D'après la classification de référence (version 14.1, 2024) de l'Union internationale des ornithologues, le Guillemot de Brünnich possède 4 sous-espèces (ordre philogénique) :
- Uria lomvia lomvia (Linnaeus, 1758) — de l'est du Canada à la Nouvelle-Zemble ;
- Uria lomvia eleonorae (Portenko, 1937) — de la péninsule de Taïmyr aux îles de Nouvelle-Sibérie ;
- Uria lomvia heckeri (Portenko, 1944) — îles Wrangel et Herald et péninsule de Chukchi ;
- Uria lomvia arra (Pallas, 1811) — nord pacifique.

### Source
- Une partie du texte est issue de « Principales espèces d'oiseaux », Environnement Canada